# 1,2,3-三硫杂环己烷
1,2,3-三硫杂环己烷（英語：1,2,3-trithiane）是一种有机化合物，化学式C3H6S3，可见于蒜香藤等物种。

## 制备及反应
它可由二甲基二氯硅烷或二甲基二氯化锡和1,3-丙二硫醇反应，再和二氯化硫反应制得。
它和三氯化铝在二氯甲烷中反应，可以得到[(CH2)3S2]+AlCl4−。